# Ngỗng Canada
Ngỗng Canada (danh pháp hai phần: Branta canadensis) là một loài ngỗng hoang dã thuộc chi Branta, có nguồn gốc ở Bắc cực và các khu vực ôn đới của Bắc Mỹ, có đầu màu đen và cổ, có các mảng trắng trên mặt, mình màu nâu xám.
Đầu và cổ đen với "quai nón" trắng đen phân biệt ngỗng Canada từ tất cả các loài ngỗng khác, với ngoại lệ của ngỗng Barnacle, nhưng loài sau có ngực màu đen, và cũng có bộ lông màu xám, chứ không phải là màu hơi nâu. Có bảy phân loài của loài chim này, các kích cỡ và chi tiết bộ lông khác nhau, nhưng tất cả đều nhận ra là ngỗng Canada. Một số loài nhỏ hơn có thể là khó để phân biệt với ngỗng Cackling mới được tách loài.
Loài này có thân dài khoảng từ 75 đến 110 cm và có sải cánh dài 127–185 cm (50-73). Con trống thường có trọng lượng 3,2-6,5 kg (7,1-14 lb), và có thể là rất tích cực trong việc bảo vệ lãnh thổ. Con mái và con trống trông hầu như giống hệt nhau nhưng hơi nhẹ 2,5-5,5 kg (5,5-12 lb), nói chung là 10% nhỏ hơn so với con trống, và có tiếng kêu khác nhau. Một con trống lớn đặc biệt của phân loài B. c. maxima, "ngỗng Canada khổng lồ" (hiếm khi vượt quá 8 kg (18 lb)), cân nặng 10,9 kg (24 lb) và có sải cánh dài 2,24 m (7,3 ft). Mẫu vật này là con ngỗng hoang dã lớn nhất từng được ghi nhận của loài. Tuổi thọ trong tự nhiên ngỗng sống sót đến tuổi trưởng thành khoảng 10-24 năm.

## Hình ảnh

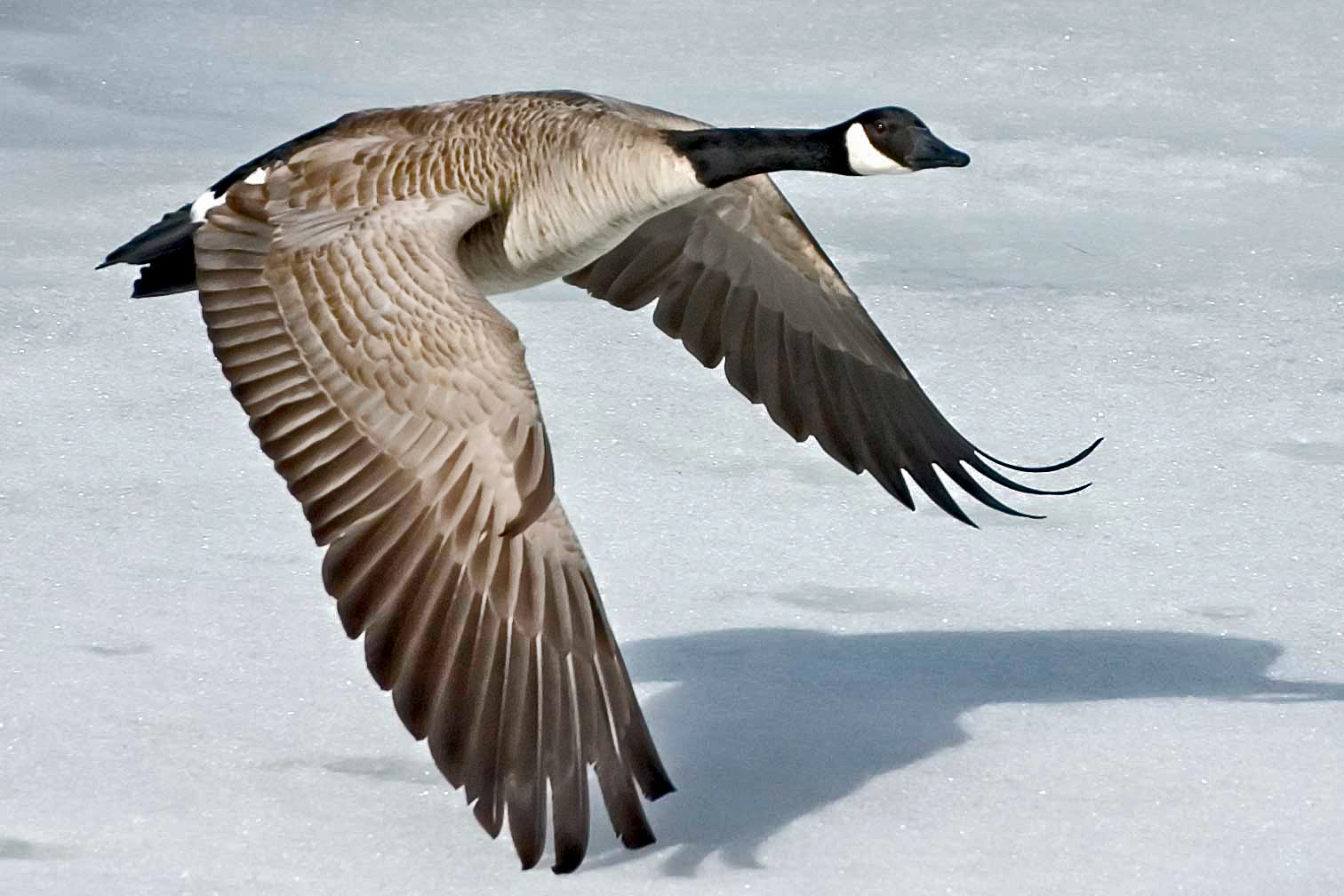
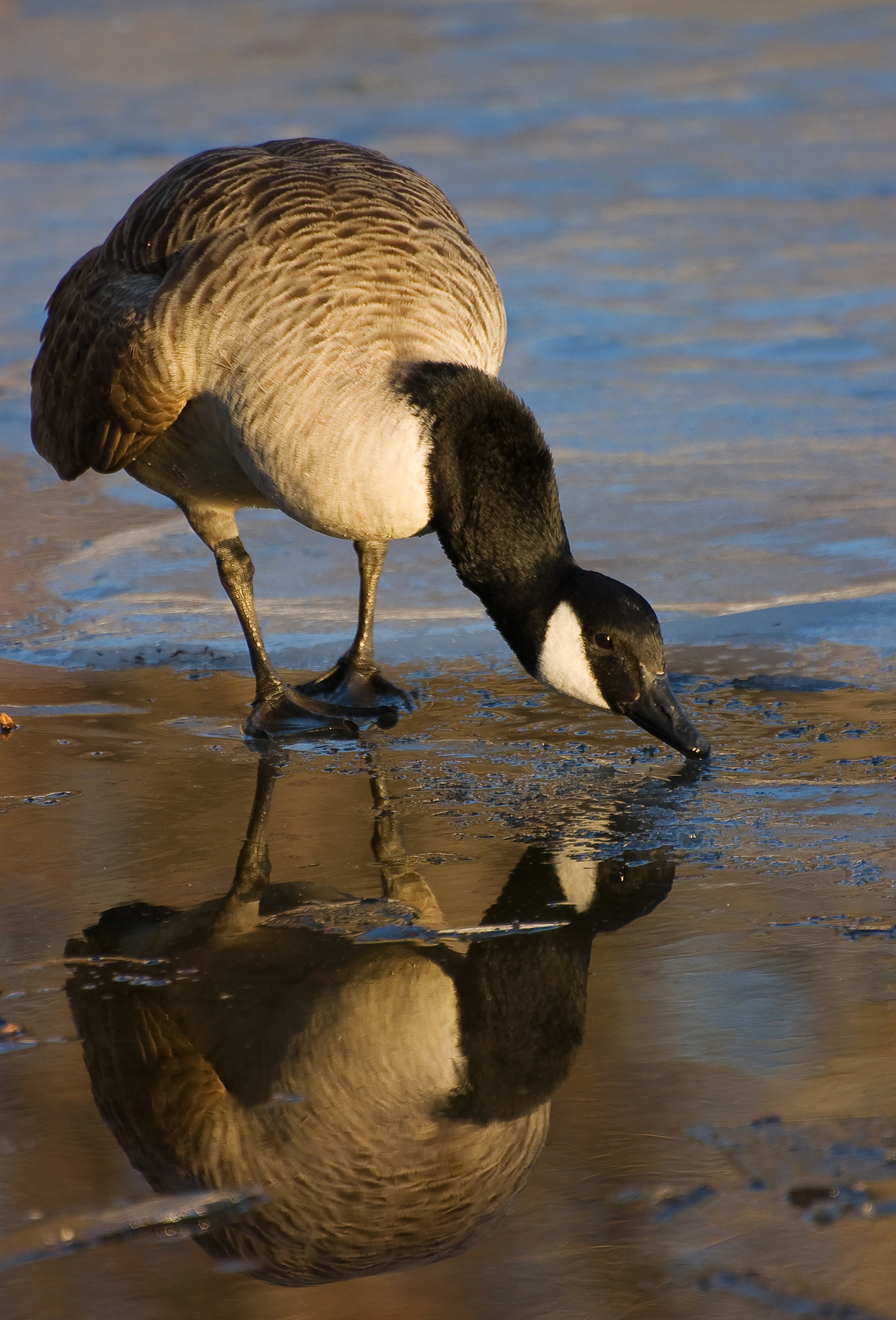
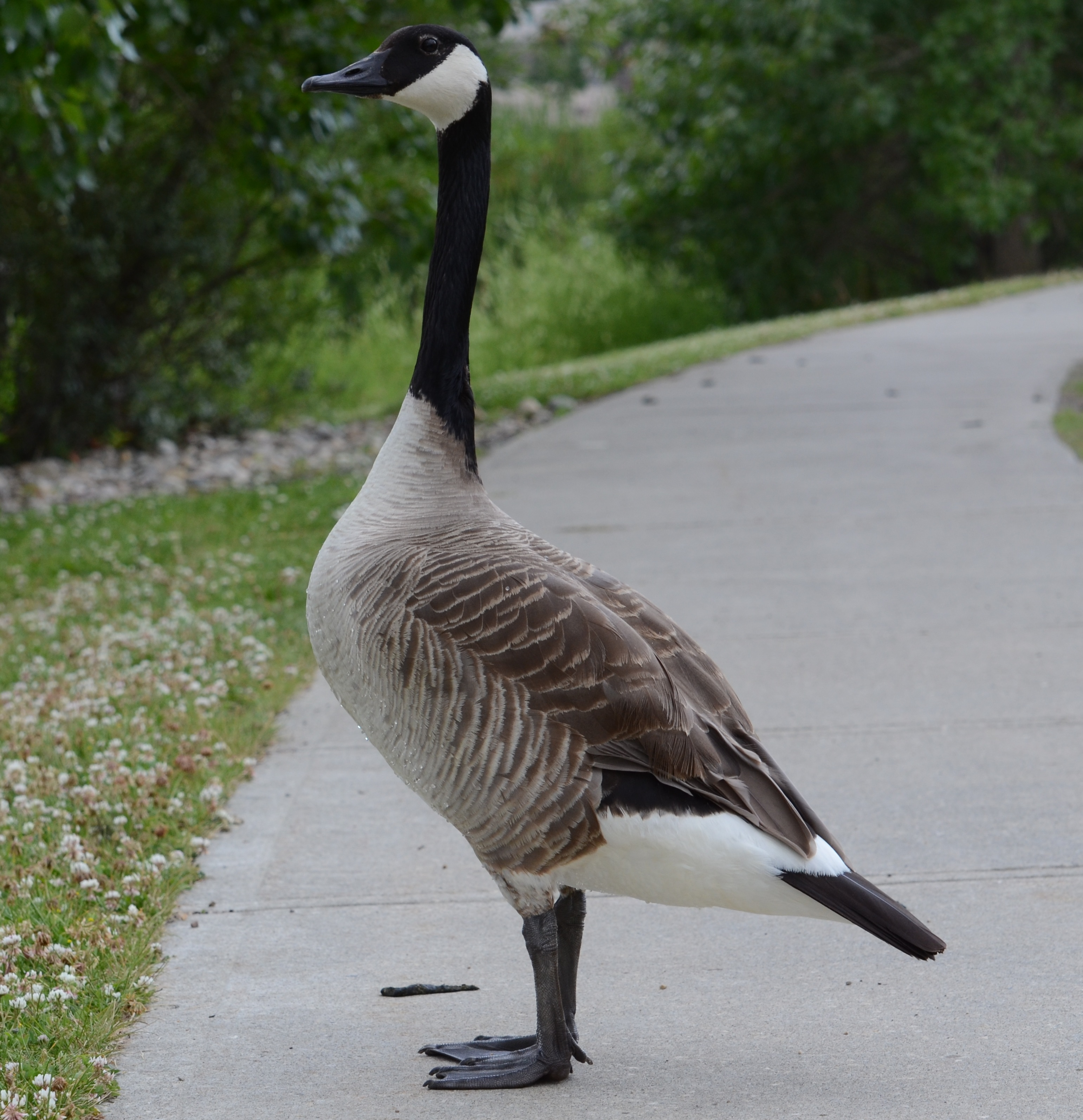
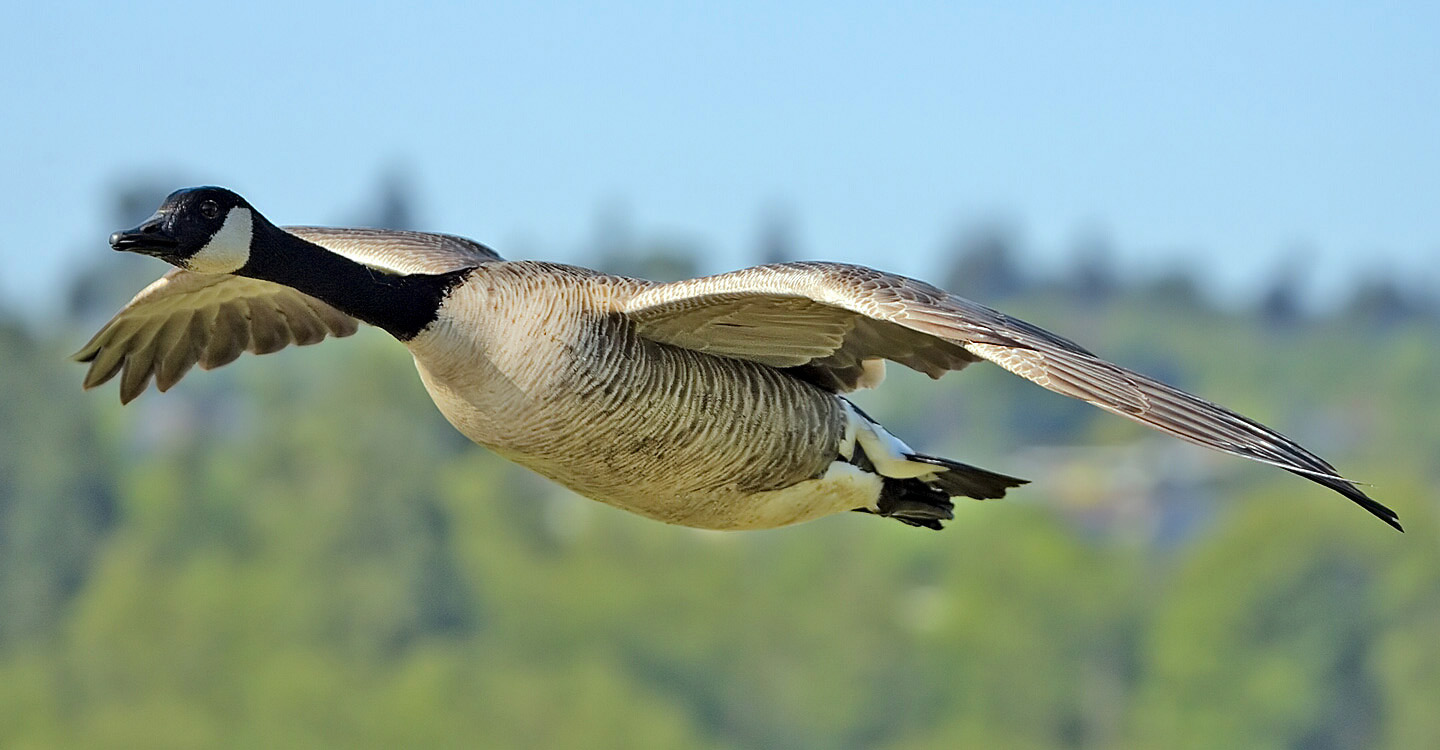
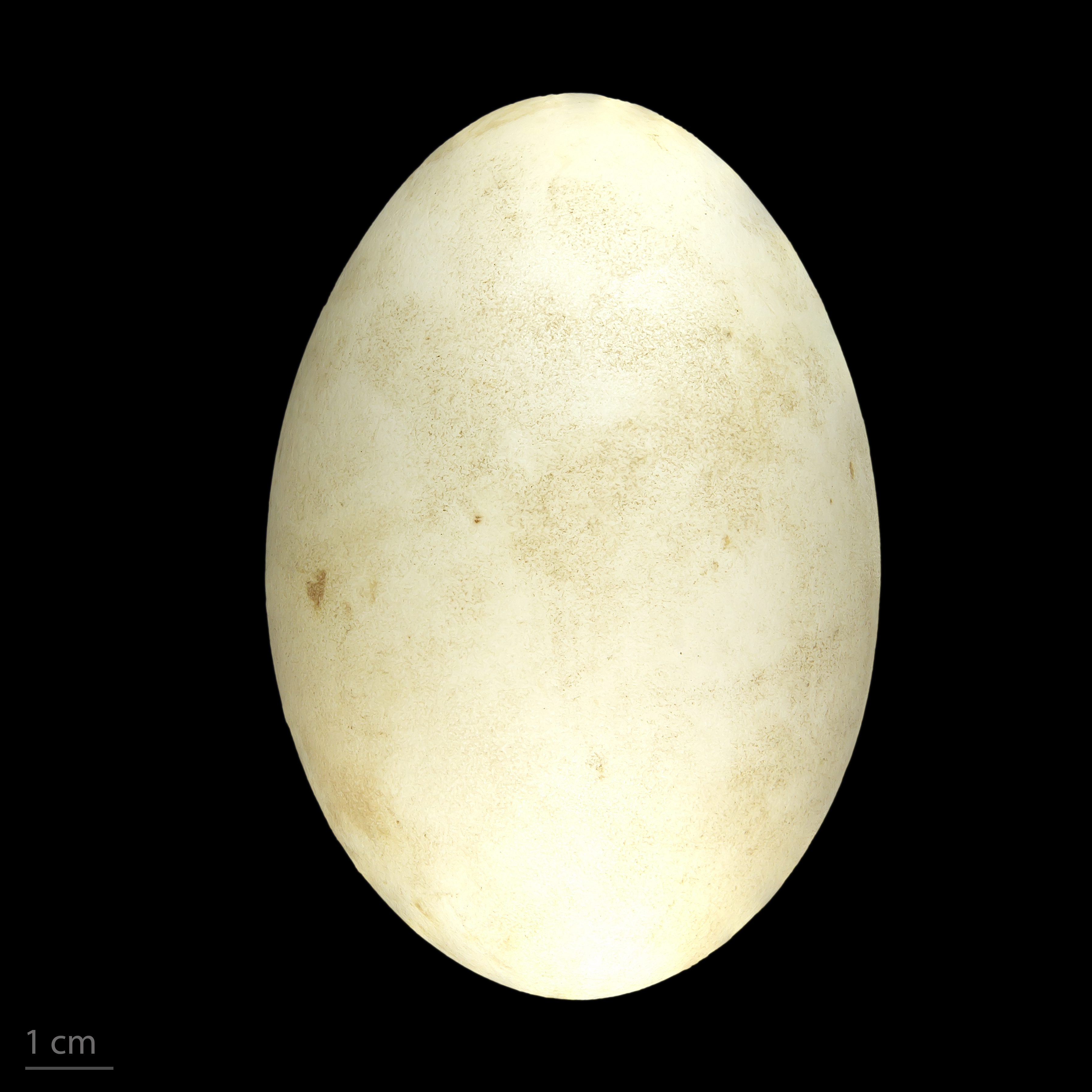
Museum specimen